# Mój brat Nikhil
Mój brat Nikhil (ang. My Brother… Nikhil) – bollywoodzki dramat psychologiczny i rodzinny wyreżyserowany w 2005 roku przez Onira, autora Bas Ek Pal. Akcja filmu rozgrywa się na Goa, a w rolach głównych występują Sanjay Suri i Juhi Chawla. Film jest studium reakcji na odkrycie u bohatera wirusa HIV, historią jego społecznego odrzucenia, walki o prawo do wolności i pracy, do swojego miejsca w rodzinie. Tematem dramatu jest miłość, która sprawdza się w chwili najtrudniejszej – w odtrąceniu przez społeczeństwo i w chorobie.

## Fabuła
Nikhil Kapoor (Sanjay Suri) i jego starsza siostra Anamika (Juhi Chawla) przeżyli bardzo szczęśliwe dzieciństwo na Goa. Jego żywiołem było morze. Ich ojciec, który z żalem musiał kiedyś zrezygnować z pływania, aby zająć się rodzinnym interesem, postanowił wykorzystać tę pasję trenując go zawzięcie. Zostawszy mistrzem stanu Nikhil spełnił pokładane w nim nadzieje, był dumą ojca. Tym bardziej poczuł się on zawiedziony, gdy jego posłuszny dotychczas syn odmówił aranżowanego małżeństwa, a wkrótce potem został wyrzucony z klubu sportowego jako nosiciel wirusa HIVu. Nikhil traktowany dotychczas, jak gwiazda, poczuł się niedotykalny. Rodzice wyrzucili go z domu żałując, że się kiedykolwiek urodził. Z niewiedzy ze strachu przed zarażeniem odizolowano go. Zamknięto. Walkę o jego prawo do wolności i pracy rozpoczęła jego siostra Anamika i przyjaciel Nigel (Purab Kohli).

## Obsada
- Sanjay Suri – Nikhil Kapoor
- Juhi Chawla – Anamika "Anu" Kapoor, siostra Nikhila
- Victor Banerjee – Navin Kapoor, ojciec Nikhila
- Lillete Dubey – Anita Rosario Kapoor, matka Nikhila
- Dipannita Sharma – Leena Gomes
- Gautam Kapoor – Sam Fernandez
- Shayan Munshi – Kelly Menzes
- Peeya Rai Chowdhary – Catherine
- Purab Kohli – Nigel De Costa
- Shweta Kwatra – adwokat Anjali Menzes

## Piosenki
Twórca muzyki jest Vivek Phillip:
- I Miss My Little Boy
- Le Chale – 1
- Le Chale – 2
- Le Chale – 3
- Leaving Home
- Mahiya
- Mere Sapne
- Till We Meet Again